# Lipstick Traces
Lipstick Traces (A Secret History of Manic Street Preachers) es un álbum recopilatorio de la banda de rock galesa Manic Street Preachers, publicado el 14 de julio de 2003. Alcanzó la posición número 11 en la lista de éxitos británica UK Albums Chart.

## Lista de canciones

### Disco 1
1. "Prologue to History" - 4:47
2. "4 Ever Delayed" - 3:38
3. "Sorrow 16" - 3:46
4. "Judge Yr'self" - 3:03
5. "Socialist Serenade" - 4:15
6. "Donkeys" - 3:13
7. "Comfort Comes" - 3:29
8. "Mr. Carbohydrate" - 4:16
9. "Dead Trees and Traffic Islands" - 3:45
10. "Horses Under Starlight" - 3:10
11. "Sepia" - 3:56
12. "Sculpture of Man" - 1:55
13. "Spectators of Suicide" - 5:06
14. "Democracy Coma" - 3:45
15. "Strip It Down" (live) - 2:42
16. "Bored Out of My Mind" - 2:57
17. "Just a Kid" - 3:36
18. "Close My Eyes" - 4:29
19. "Valley Boy" - 5:10
20. "We Her Majesty's Prisoners" - 5:22

### Disco 2
1. "We Are All Bourgeois Now"  - 4:35
2. "Rock 'N' Roll Music" - 2:55
3. "It's So Easy" (live) - 2:54
4. "Take the Skinheads Bowling" - 2:30
5. "Been a Son" - 2:28
6. "Out of Time" - 3:34
7. "Raindrops Keep Fallin' on My Head" - 2:58
8. "Bright Eyes" (live) - 3:14
9. "Train in Vain" (live) - 3:16
10. "Wrote for Luck" - 2:43
11. "What's My Name" (live) - 1:45
12. "Velocity Girl" - 1:41
13. "Can't Take My Eyes Off You" - 3:13
14. "Didn't My Lord Deliver Daniel" - 2:07
15. "Last Christmas" (live) - 2:05